# Dywizja Piechoty Matterstock
Dywizja Piechoty Matterstock (niem. Infanterie-Division Matterstock) – niemiecka dywizja piechoty, sformowana w lutym 1945 na tyłach 4 Armii Pancernej. Wysłana na Łużyce, gdzie oddano jej do nadzoru sektor frontu wschodniego. W marcu bądź kwietniu została wchłonięta przez inne dywizje Grupy Armii „Środek”.
Jedynym dowódcą dywizji był generał porucznik Otto Matterstock.

## Skład
- pułk Otwarka
- pułk Teermann
- 533. zapasowy pułk grenadierów